# El Universal (Kolumbien)
El Universal ist eine kolumbianische Regionalzeitung, welche in der Karibik-Küstenstadt Cartagena de Indias herausgegeben wird und an der ganzen Karibik-Küstenregion Kolumbiens verbreitet gelesen wird. Sie wurde am 1. September 1948 von Domingo López Escauriaza und Eduardo Ferrer Ferrer gestartet und steht der Liberalen Partei Kolumbiens nahe.

## Geschichte
Die Zeitung erscheint täglich auf 28 bis 30 Seiten, sonntags mit einigen Beilagen, mit den Segmenten Kommunales, Politik, Bildung, Sport, Unterhaltung und Technologie. Das Blatt ist heute zweifelsohne die führende Zeitung in der Region Karibik, mit voller Abdeckung Cartagenas und dem übrigen Departamento de Bolívar, dem Departamento de Sucre und Departamento de Córdoba.  El Universal besitzt Redaktionsbüros in Bogotá, Barranquilla und Medellín.
Der Schriftsteller und Nobelpreisträger für Literatur Gabriel García Márquez war seit Beginn an einer der Redakteure der Zeitung.